# Gunslingers
Gunslingers è un film del 1950 diretto da Wallace Fox.
È un western statunitense con Whip Wilson, Andy Clyde, Reno Browne e Bill Kennedy.

## Produzione
Il film, diretto da Wallace Fox su una sceneggiatura di Adele Buffington, fu prodotto dallo stesso Fox per la Monogram Pictures e girato a Santa Clarita, California, da fine gennaio all'inizio di febbraio 1950. Il titolo di lavorazione fu Guns Roar in Rockhill.

## Distribuzione
Il film fu distribuito negli Stati Uniti dal 9 aprile 1950 al cinema dalla Monogram Pictures.
Altre distribuzioni:

## Promozione
Le tagline sono:
- BATTLING AN OUTLAW REIGN OF TERROR!
- Gun Master Of Badman's Territory!!!